# John Krasinski
John Krasinski   (Newton, 20 d'octubre de 1979), de nom complet John Burke Krasinski, és un actor, productor i director de cinema estatunidenc. És principalment conegut pel paper de Jim Halpert a la sèrie de la NBC The Office, en la qual va participar també ocasionalment com a productor i director.
Format en art dramàtic a la Universitat de Brown i el National Theater Institute, Krasinski ha sigut nomenat quatre vegades als Premis Emmy i dues vegades als Premi del Sindicat d'Actors de Cinema. La revista Time el va considerar el 2018, una de les 100 persones més influents del món.
Com a actor ha participat a Llicència per casar (2007), Leatherheads (2008), Away We Go (2009), It's complicated (2009), Alguna cosa prestada (2011), Big Miracle (2012), Promised Land (2012), Aloha (2015) i The Secret Soldiers of Benghazi (2016). També ha participat com a actor i director al drama Brief Interviews with Hideous Men (2009) i la comèdia The Hollards (2016). El 2018, Krasinski va co-escriure, dirigir i protagonitzar en l'aclamada pel·lícula de terror Un lloc tranquil. Aquell mateix any, va començar a interpretar i produir la sèrie Jack Ryan d'Amazon. A més, va ser nomenat a la categoria de millor actuació masculina en una sèrie dramàtica als premis del Sindicat d'Actors de Cinema.
A més d'actuar en pel·lícules i sèries televisives, Krasinski ha posat la veu tant en animacions com documentals; en destaquen Monsters University i Shrek Tercer. El 2013 va muntar la productora Sunday Night Productions. Krasinsky està casat amb l'actriu Emily Blunt, amb la qual ha tingut dues filles.

## Joventut

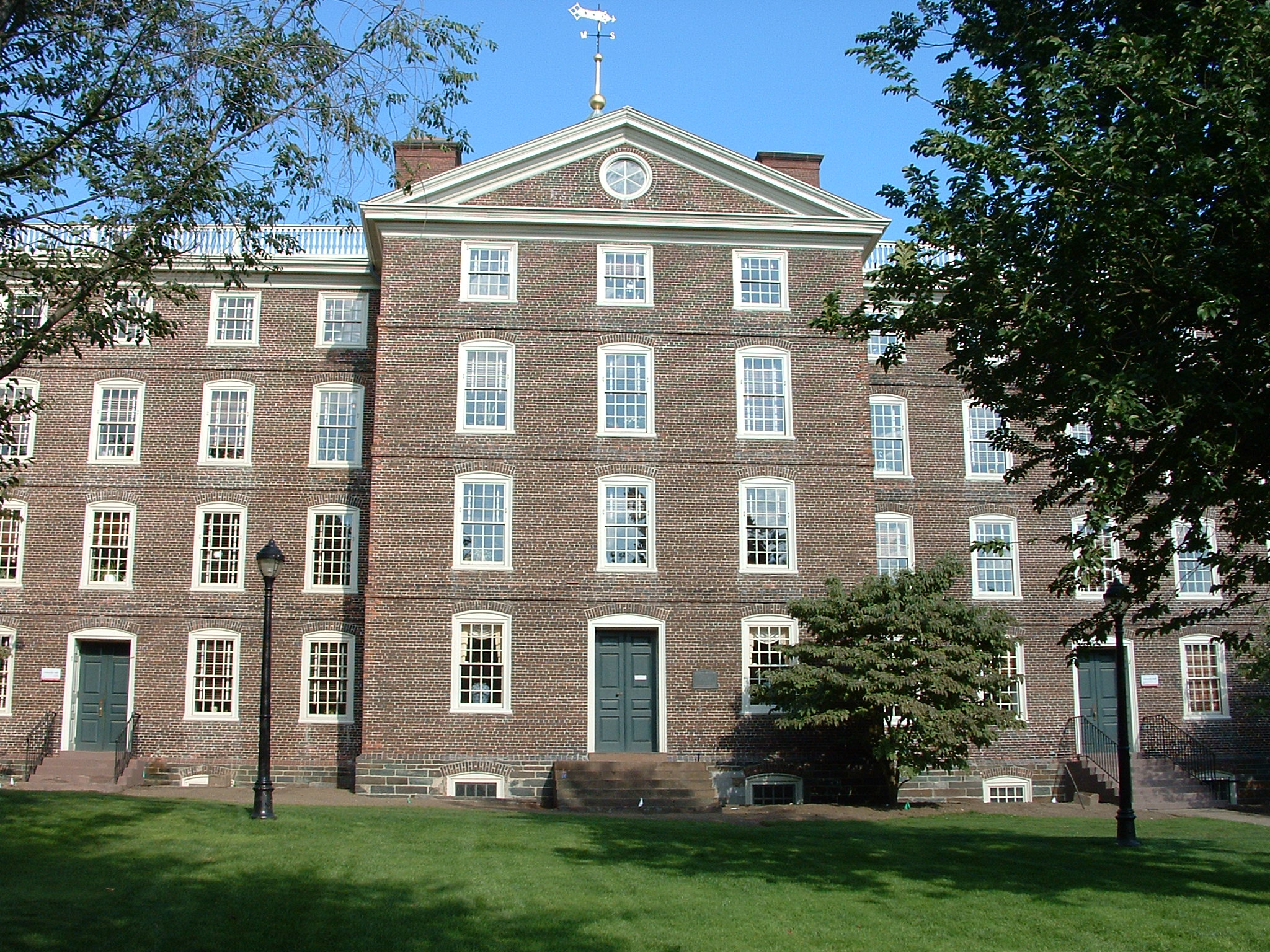
Hall de la Universitat Brown a Providence (Rhode Island).

Krasinski va néixer a l'hospital St. Elizabeth's Hospital, al barri de Brighton de Boston, el 20 d'octubre de 1979. És el més jove de tres germans, que van créixer a Newton, uns suburbis del barri de Brighton de Boston. La seva mare és Mary Clare, infermera, i el seu pare Ronald Krasinski (1946), metge interí. La seva mare és irlandesa-americana, mentre que el seu pare és polonès-americà. Els tres germans varen ser criats el catolicisme.
Krasinski va fer el seu debut com a Daddy Warbucks del musical Annie en el sisè grau de l'escola. Més tard va co-protagonitzar l'obra satírica escrita i co-protagonitzada per B. J. Novak (qui més tard seria company seu a la sèrie The Office quan estaven a l'institut. Krasinski i Novak es varen graduar a l'escola Newton South High School el 1997.
Abans d'entrar a la universitat, Krasinski va ser professor d'anglès com a llengua estrangera a Costa Rica. Després es va matricular a la Universitat de Brown, on va estudiar llengua anglesa, i on es va graduar en dramatúrgia el 2001 amb la tesi titulada Contents Under Pressure. Durant els seus anys a la universitat, va formar part del grup de comèdia Out of Bounds. També va ajudar a entrenar l'equip de bàsquet de l'escola Gordon School a l'est de Providence, Rhode Island. Després va assistir al National Theater Institute a Waterford, Connecticut.

## Carrera

### Principis dels anys 2000: els inicis
A part de formar-se al National Theater Institute, també va estudiar a la Royal Shakespeare Company a Stratford-upon-Avon, Warwickshire, Anglaterra, i a The Actors Center a la ciutat de Nova York. Després de graduar-se a la Universitat de Brown, Krasinski va anar a la ciutat de Nova York per dedicar-se a l'actuació, moment en què va aparèixer a anuncis comercials, com a actor convidat en espectacles de televisió, així com participant d'obres a l'Off-Broadway mentre treballant com a cambrer. Va actuar a l'obra What the Eunuch Saw, escrita i dirigida pels seu antics companys d'universitat Emily O'Dell i Isaac Robert Hurwitz. El 2000, Krasinski va ser guionista becari a l'espectacle Late Night with Conan O'Brien.

### 2005–2009: Primer gran salt ambThe Officei debut com a director

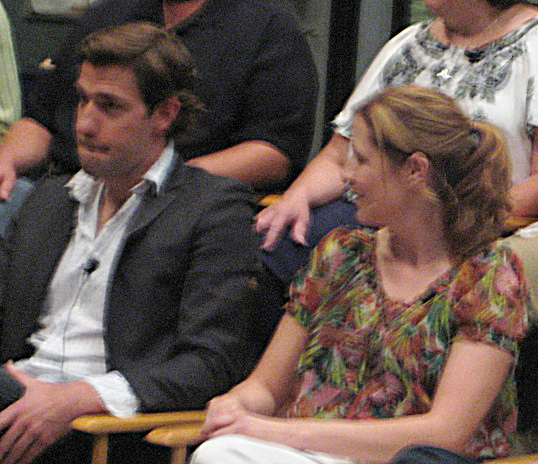
Krasinski amb Jenna Fischer, co-protagonista de The Office el 2009

El seu primer gran paper va venir quan va ser seleccionat per la NBC per participar en el remake americà de la sèrie The Office el 2004. La sèrie és un fals documental sobre la vida d'una empresa distribuïdora de paper, on va fer el paper de Jim Halpert, un agent comercial de l'empresa paperera Dunder Mifflin de Scranton, Pennsilvània. La seva relació amb Pam Beesley, protagonitzada per Jenna Fischer és el tema principal de la sèrie. Per preparar-se pel seu paper, Krasinski va visitar Scranton i es va entrevistar amb treballadors d'empreses papereres reals. També va rodar el metratge de Scranton que es va utilitzar en els crèdits d'obertura. Krasinski apareix a tots els capítols de la sèrie i en va dirigir alguns. La seva participació a la sèrie entre el 2005 i el 2013 li va reportar uns guanys aproximats de 100.000 $ per capítol durant la tercera temporada, aproximadament quatre vegades el salari de les dues temporades anteriors.

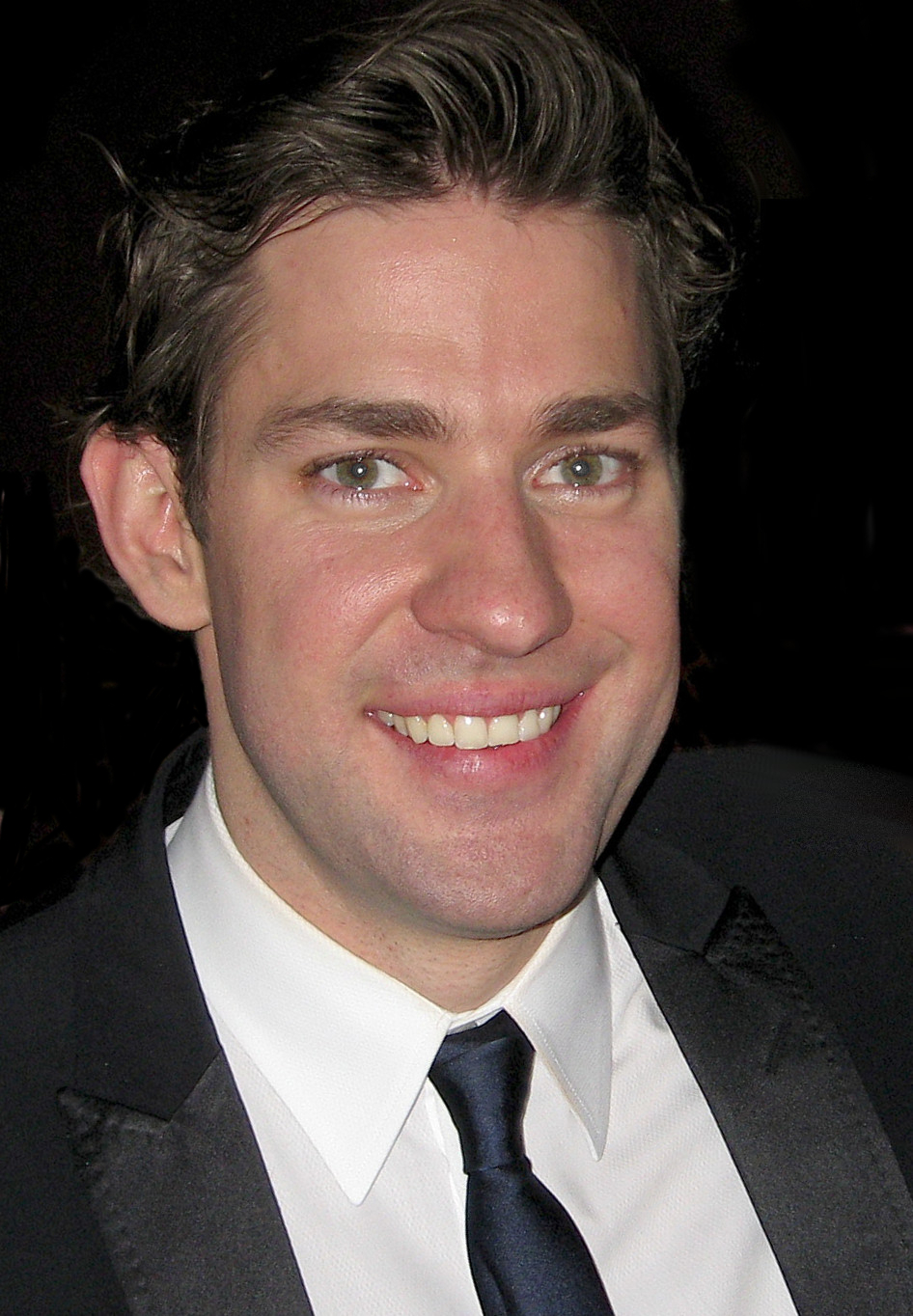
Krasinski el 2009

El 2006, juntament amb Andrew Keehgan i Lacey Chabert, Krasinski va co-protagonitzar la comèdia independent A New Wave, de Jason Carvey. El 2007, amb Anna Faris i Danny Masterson va participar en Smiley Face (2007), de Gregg Araki, que va obtenir una bona acceptació de la crítica. El mateix any també va participar en la comèdia romàntica Llicència per casar (2007) amb Mandy Moore i Robin Williams que, tot i que rebre crítiques negatives, va ser un èxit comercial. Krasinski també ha participat com a convidat a un gran nombre de sèries de televisió, incloent Law & Order: Criminal Intent, Without a Trace, Ed, American Dad! i CSI: Crime Scene Investigation. També va protagonitzar pel·lícules com Kinsey, Duane Hopwood, Jarhead, The Holiday, Shrek Tercer, For Your Considideration i Dreamgirls .
El 2008 va aparèixer amb Renée Zellweger i George Clooney a Leatherheads (2008), una comèdia sobre els primers anys del futbol professional americà representant a Carter "the Bullet" Rutherford, l'estrella del futbol de la Universitat de Princeton i heroi condecorat de la primera guerra mundial. MTV.com en va lloar l'actuació, qualificant-lo de ser "un actor capaç de projectar tant calidesa infantil com preocupació intel·lectual", afirmant alhora que "aconsegueix la gesta considerable de mantenir-se en escena amb Clooney sense fondre's en la calor d'una súper estrella de gran potència i nom comercial".
El 2009, Krasinski va debutar com a director amb la pel·lícula Brief Interviews with Hideous Men, de la que va escriure'n el guió basant-se en els escrits de David Foster Wallace. A més de dirigir-la, també en va tenir un paper menor i en va ser productor. La pel·lícula es va estrenar el 19 de gener de 2009 al Festival de Cinema de Sundance on va ser nomenada al Gran Premi del Jurat. Va rebre nombroses crítiques molt positives.
El mateix any, va protagonitzar la comèdia dramàtica Away We Go junt amb Maya Rudolph, i que va ser dirigida per Sam Mendes. La pel·lícula tracta sobre una parella que busca a nordamèrica la comunitat perfecta per establir-s'hi i començar una família. La pel·lícula va rebre crítiques positives de la crítica. El seu tercer paper el 2009 va ser a la comèdia romàntica de Nancy Meyers It's Complicated, on va formar part d'un repartiment que va incloure Meryl Streep, Steve Martin, Lake Bell i Alec Baldwin. La pel·lícula va ser un èxit de taquilla aconseguint més de 219 milions de dòlars a tot el món. Va guanyar el National Board of Review of Motion Pictures Awards al millor repartiment.

### 2011–2017: Llargmetratges, televisió i teatre
El 2011, Krasinski va protagonitzar, juntament amb Ginnifer Goodwin, Kate Hudson i Colin Egglesfield, la comèdia romàntica Alguna cosa prestada, basada en la novel·la homònima d'Emily Giffin. Malgrat que la pel·lícula va rebre crítiques negatives, l'actuació de Krasinski va ser molt lloada. Krasinski també va ser un dels candidats a interpretar el paper de Steve Rogers (Capità Amèrica) a la pel·lícula de superherois Captain America: The First Avenger (2011).
El 2012 va protagonitzar junt a Drew Barrymore el drama Big Miracle (2012), que tracta sobre l'operació Breakthrough, una operació internacional per rescatar del balenes grises que van quedar atrapades pel gel a Point Barrow, Alaska, el 1988. El seu paper va ser interpretar el periodista Adam Carlson. Aquell mateix any va protagonitzar la pel·lícula independent de Ry Russo-Young, Nobody Walks amb Olivia Thirlby i Rosemarie DeWitt. Krasinski interpreta aquí a Peter, un dissenyador de so, marit i pare de dos fills que comença a desenvolupar sentiments romàntics cap a una jove artista mentre col·labora en la seva primera pel·lícula d'art. Nobody Walks es va estrenar al Festival de Cinema de Sundance el 2012, on va guanyar un premi especial del Jurat.

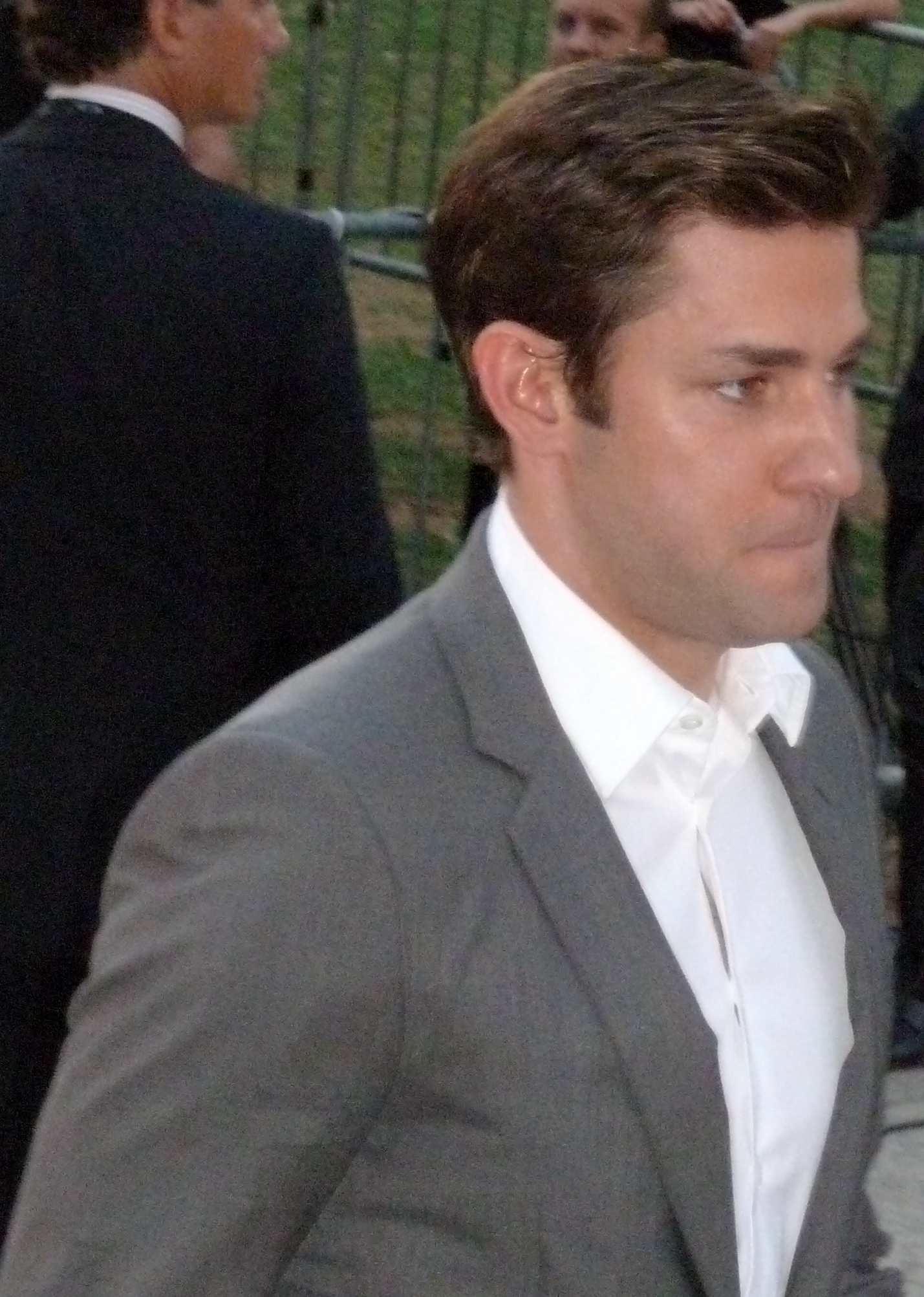
Krasinski al Festival de Cinema de Toronto 2012

A continuació, Krasinski va protagonitzar, a més de participar en la producció i redacció del guió, del drama Promised Land amb Matt Damon, basada en una història de Dave Eggers publicada el 28 de desembre de 2012. La pel·lícula segueix els comercials d'una empresa que visiten una ciutat rural per intentar comprar els drets de perforació dels residents locals, i que va ser dirigida per Gus Van Sant. La pel·lícula va rebre el Premi Menció Especial al 63è Festival Internacional de Cinema de Berlín el febrer del 2013. Aquell mateix any, Krasinski també va narrar la sèrie documental de televisió Head Games (2012) de Discovery Channel.
El 2013, Krasinski va fundar la productora Sunday Night Productions amb Allyson Seeger. La companyia té un acord global amb Twentieth Century Fox Television. Juntament amb Stephen Merchant, es van convertir en productors executius de la comèdia d'acció animada Dream Corp, LLC creada per Daniel Stessen. Jon Gries, actor de la sèrie Lost, n'és el protagonista. Krasinski i Merchant també són productors executius del reality musical Lip Sync Battle, que va debutar a la televisió per cable nord-americana Spike, el dijous 2 d'abril de 2015. L'espectacle és un spin-off d'un gag introduït per Late Night amb Jimmy Fallon . Merchant, Krasinski i la dona de Krasinski, Emily Blunt, van ser els creadors de l'aparició de Krasinski a Late Night quan la idea es va concretar. Després, Jimmy Fallon va convertir la idea en una part recurrent del seu programa. L'espectacle va resultar ser un èxit important per a Spike i va ser l'estrena més reeixida (i sense guió) i més valorada de la història de Spike. El juliol de 2016, el programa va rebre una nominació al Premi Primetime Emmy a la categoria del programa de realitat destacada.
El 2014, Krasinski va col·laborar amb Matt Damon a Manchester by the Sea del 2016 que va protagonitzar Casey Affleck i Michelle Williams. La pel·lícula va ser escrita i dirigida per Kenneth Lonergan i es basa en una idea original de Krasinski. La pel·lícula va rebre sis nominacions al 89è Premi de l'Acadèmia, incloent Millor imatge. A continuació, Krasinski va protagonitzar a la comèdia romàntica de Cameron Crowe Aloha amb Rachel McAdams, Bradley Cooper i Emma Stone. La pel·lícula va rebre una reacció negativa per part de crítica i públic.
El 2016, Krasinski va protagonitzar la pel·lícula de guerra biogràfica de Michael Bay 13 Hours: The Secret Soldiers of Benghazi basada en el llibre 13 Hours de Mitchell Zuckoff de 2014. La pel·lícula segueix sis membres de l'equip de seguretat de l'equip diplomàtic nord-americà a Bengasi, Líbia després de les onades d'atacs de militants islàmics l'11 de setembre de 2012. Krasinski es va preparar per al seu paper amb un dur entrenament físic que el va fer guanyar 11 quilograms de múscul. Aquell mateix any, va dirigir la comèdia The Hollars, amb un repartiment format per Sharlto Copley, Charlie Day, Richard Jenkins, Anna Kendrick i Margo Martindale. La pel·lícula es va estrenar al Festival de Cinema de Sundance el 24 de gener de 2016.
Krasinski va protagonitzar l'obra de teatre Dry Powder juntament amb Hank Azaria, Claire Danes i Sanjit De Silva, i que va ser dirigida per Thomas Kail. L'obra es va representar del març al maig del 2016 al The Public Theatre de la ciutat de Nova York. L'actuació de Krasinski va ser molt elogiada per la crítica, gràcies a la qual va rebre premi Theatre World. Aquell mateix any també va protagonitzar el curtmetratge en blanc i negre Past Forward per la casa de moda de luxe italiana Prada, dirigit per David O. Russell i estrenat el setembre de 2016 a la Setmana de la Moda de Milà. A l'octubre de 2016, va dirigir una lectura en directe del guió de l'obra Good Will Hunting (1997) al Skirball Theatre de Nova York en el qual va ser una representació única amb l'aparició dels dos protagonistes originals Ben Affleck i Matt Damon juntament amb Emily Blunt.
El 2017 Krasinski només va estrenar la pel·lícula Detroit, dirigida per Kathryn Bigelow. La pel·lícula està ambientada en els disturbis que va haver a Detroit el 1967. El llargmetratge va ser estrenat el juliol del 2017, al voltant del 50è aniversari dels fets, i el mateix dia de l'aniversari de l'incident de l'Alger Motel, fet que es mostra a la pel·lícula.

### 2018 – actualitat: Aclamació de la crítica ambUn lloc tranquil
El 2018, Krasinski va dirigir i co-escriure la pel·lícula de terror Un lloc tranquil (A Quiet Place), que va co-protagonitzar amb la seva dona Emily Blunt. La pel·lícula es va estrenar el 6 d'abril de 2018 per Paramount Pictures i va ser ben rebuda per la crítica i el públic, ja que va tenir un èxit important de taquilla, amb un import superior a 325 milions de dollars a tot el món.
Krasinski és el productor i protagonista de la sèrie de televisió Jack Ryan, el que l'ha convertit en el cinquè actor que representa el personatge després d'Alec Baldwin, Harrison Ford, Ben Affleck i Chris Pine. Jack Ryan es va estrenar a Amazon Prime Video el 31 d'agost de 2018. Quatre mesos abans de l'estrena de la sèrie, la sèrie va renovar per rodar una segona temporada, gràcies a l'èxit d'Un lloc tranquil.

### Altres treballs
A partir del març del 2006, Krasinski va narrar una sèrie d'anuncis per a Ask.com. També ha narrat anuncis publicitaris per a Apple TV, Verizon Wireless, Esurance, BlackBerry Storm, My Coke Rewards, i Carnival Cruise Lines, així com ha aparegut en anuncis impresos per a Gap. També va ser catalogat com un dels homes vius més atractius el 2006, 2009, 2018, i 2019. També ha narrat dos llibres infantils: Curious George Goes to the Hospital i Curious George: 75th Anniversary Edition.

## Vida personal

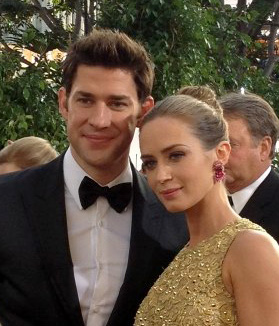
Krasinski amb la seva dona Emily Blunt als Premis Globus d'Or 2013

Al novembre de 2008, Krasinski va començar a sortir amb l'actriu anglesa Emily Blunt. Més tard, l'agost de 2009, es van comprometre i es van casar el 10 de juliol de 2010 en una cerimònia privada a Como, Itàlia, en la qual va ser casa de George Clooney. Krasinski i Blunt tenen dues filles, Hazel i Violet, nascudes el febrer del 2014 i el juny del 2016, respectivament.
Krasinski és aficionat als Boston Bruins de la National Hockey League, als Boston Sox de la Major League Baseball i als New England Patriots de la National Football League. Al respecte, el 2011 va protagonitzar una campanya publicitària de la Major League Baseball juntament amb Alec Baldwin. En ella, interpreten la rivalitat existent entre Red Sox i els New York Yankees.

## Filmografia

### Pel·lícules
| Year | Title                                       | Role                           | Notes                                          |
| ---- | ------------------------------------------- | ------------------------------ | ---------------------------------------------- |
| 2000 | State and Main                              | Assistent del jutge            | No apareix als crèdits                         |
| 2002 | Fighting Still Life                         | Tyler                          | Curtmetratge                                   |
| 2002 | Alma Mater                                  | Candidat al club Flea número 1 |                                                |
| 2004 | Kinsey                                      | Ben                            |                                                |
| 2004 | Taxi                                        | Missatge número 3              |                                                |
| 2005 | Duane Hopwood                               | Bob Flynn                      |                                                |
| 2005 | Jarhead                                     | Caporal Harrigan               |                                                |
| 2006 | Doogal                                      | Veus addicionals               |                                                |
| 2006 | A New Wave                                  | Gideon                         |                                                |
| 2006 | For Your Consideration                      | Secretari                      |                                                |
| 2006 | The Holiday                                 | Ben                            |                                                |
| 2006 | Dreamgirls                                  | Sam Walsh                      |                                                |
| 2007 | Smiley Face                                 | Brevin                         |                                                |
| 2007 | Shrek the Third                             | Sir Lancelot                   | Veu                                            |
| 2007 | License to Wed                              | Ben Murphy                     |                                                |
| 2008 | Leatherheads                                | Carter Rutherford              |                                                |
| 2009 | Brief Interviews with Hideous Men           | Ryan / Subjecte número 20      | També director, guionista i productor          |
| 2009 | Monsters vs. Aliens                         | Cuthbert                       | Veu                                            |
| 2009 | Away We Go                                  | Burt Farlander                 |                                                |
| 2009 | No es tan fàcil (It's complicated)          | Harley                         |                                                |
| 2011 | Alguna cosa prestada                        | Ethan                          |                                                |
| 2011 | The Muppets                                 | Ell mateix                     |                                                |
| 2012 | Nobody Walks                                | Peter                          |                                                |
| 2012 | Big Miracle                                 | Adam Carlson                   |                                                |
| 2012 | Promised Land                               | Dustin Noble                   | També guionista i productor                    |
| 2013 | Monsters University                         | "Frightening" Frank McCay      | Veu                                            |
| 2013 | The Wind Rises                              | Honjo                          | Veu al doblatge en anglès                      |
| 2014 | The Prophet                                 | Halim                          | Veu                                            |
| 2015 | Aloha                                       | John "Woody" Woodside          |                                                |
| 2016 | 13 Hours: The Secret Soldiers of Benghazi   | Jack Silva                     |                                                |
| 2016 | Manchester by the Sea                       | N/D                            | Productor executiu                             |
| 2016 | The Hollars                                 | John Hollar                    | També director i productor                     |
| 2016 | Past Forward                                | Home número 1                  | Curtmetratge                                   |
| 2017 | Born in China                               | Narrador                       | Veu                                            |
| 2017 | Animal Crackers                             | Owen Huntington                | Veu                                            |
| 2017 | Detroit                                     | Norman Lippitt                 |                                                |
| 2018 | Un lloc tranquil (A Quiet Place)            | Lee Abbott                     | També director, guionista i productor executiu |
| 2018 | Next Gen                                    | 7723                           | Veu                                            |
| 2020 | A Quiet Place Part II                       | Lee Abbott                     | També director, guionista i productor          |
| 2022 | Doctor Strange in the Multiverse of Madness | Reed Richards                  |                                                |

### Televisió
| Curs              | Títol                                | Paper                 | Notes                                                                               |
| ----------------- | ------------------------------------ | --------------------- | ----------------------------------------------------------------------------------- |
| 2003              | Ed                                   | Servidor de processos | Episodi: "Good Advice"                                                              |
| 2004              | Law & Order: Criminal Intent         | Jace Gleesing         | Episodi: "Mad Hops"                                                                 |
| 2005–2013         | The Office                           | Jim Halpert           | Repartiment principal, 201 episodis; també productor i director ocasional           |
| 2005              | Without a trace                      | Curtis Horne          | Episodi: "The Bogie Man"                                                            |
| 2005              | CSI: Investigació en escena del crim | Lyle Davis            | Episodi: "Who Shot Sherlock"                                                        |
| 2006              | American Dad!                        | Gilbert               | Veu; episodi: "Irregent Steve"                                                      |
| 2012              | 30 Rock                              | A si mateix           | Episodi: "La balada de Kenneth Parcell"                                             |
| 2012              | Head Games                           | Narrador              | 3 episodis                                                                          |
| 2013              | Arrested development                 | Spyder Foode          | Episodi: "The B. Team"                                                              |
| 2014–2015         | BoJack Horseman                      | Secretari             | Veu; 2 episodis                                                                     |
| 2015              | Lip Sync Battle                      | A si mateix           | També co-creador i productor executiu; Episodi: "John Krasinski vs. Anna Kendrick " |
| 2016              | Robot Chicken                        | Director / Doc Brown  | Veu; episodi: "Secret of the Flushed Footlong"                                      |
| 2016 – actualitat | Dream Corp, LLC                      | Productor executiu    |                                                                                     |
| 2018 –2023        | Jack Ryan                            | Jack Ryan             | Paper principal; també productor executiu                                           |

## Premis i nominacions
Krasinski ha estat premiat pel seu treball en cinema, teatre i televisió, tant per la seva actuació, guions, producció i direcció. A més, ha rebut premis d'organitzacions literàries i universitats.